# 金仁謙
金仁謙（？—791年），新罗宗室，新罗第38任国王元圣王金敬信的长子，追封惠忠太子、惠忠王。

## 生平
宣德王六年（785年），元圣王立金仁謙爲王太子。元聖王七年（791年）正月，王太子金仁謙卒，諡号惠忠。元聖王八年（792年）八月，封金仁謙之弟王子金義英爲太子。元聖王十年（794年）二月，太子金義英卒，諡号憲平。元聖王十一年（795年）正月，封金仁謙之子金俊邕爲太子。昭聖王元年（799年）五月，昭聖王追封父亲惠忠太子爲惠忠大王。哀莊王二年（801年）二月，哀莊王立太宗大王、文武大王二廟。以始祖大王及王高祖明德大王、曾祖元聖大王、皇祖惠忠大王、皇考昭聖大王爲五廟。

## 家族
- 父亲：元聖王
- 母亲：蓮花夫人
- 兄弟：憲平太子金義英
  - 侄子：金崇斌（？—819年）
- 兄弟：金禮英
  - 侄子：金憲貞，又作金憲章奴
    - 從孙子：僖康王金悌隆
- 姐妹：大龍夫人
- 姐妹：小龍夫人
- 夫人：聖穆太后金氏
  - 儿子：昭聖王
    - 孙子：哀莊王
    - 孙子：金體明（？—809年）
    - 孙女：章和夫人，興德王王妃

  - 儿子：憲德王
    - 孙子：金張廉

  - 儿子：興德王
    - 孙子：金能儒

  - 儿子：金忠恭（？—835年）
    - 孙子：閔哀王
    - 孙女：文穆王后
    - 孙女婿：僖康王，金禮英之孫